# Fruela Fernández Iglesias
Fruela Fernández Iglesias (Llangréu, 19 de novembre de 1982) és un traductor, escriptor i poeta asturià en llengua castellana.
Llicenciat per la Universitat de Salamanca, és doctor en Traducció i Interpretació per la Universitat de Granada amb una tesi titulada «La recepción critica de literatura traducida en España (1999-2008): aportaciones a una sociología de la literatura transnacional». Va codirigir el festival internacional de poesia Cosmopoética de Còrdova entre el 2010 i el 2014. La seva obra ha aparegut en diverses antologies de poesia contemporània.

## Obra poètica
- La familia socialista (La Bella Varsovia: Madrid, 2018).[4]
- Una paz europea (Pre–Textos: València, 2016).[5]
- Folk (Pre–Textos: València, 2013).
- Círculos (KRK Ediciones: Oviedo, 2001).